# 中央即応連隊
中央即応連隊（ちゅうおうそくおうれんたい、JGSDF Central Readiness Regiment:CRR）は、陸上自衛隊宇都宮駐屯地（栃木県宇都宮市）に駐屯する陸上総隊隷下の連隊である。
略称はCRRまたは中即連（ちゅうそくれん）、部隊のシンボルマークに巴紋を掲げる。

## 概要
連隊長は1等陸佐（二）はが充てられ、連隊本部および本部管理中隊（合わせて約280人）と3個普通科中隊（1個普通科中隊は約140名）、施設中隊（施設科）および爆発装置処理隊（武器科）の3職種の混成部隊。
本部管理中隊には情報小隊、対戦車小隊、重迫撃砲小隊、通信小隊、整備小隊、補給小隊、衛生小隊、各普通科中隊には狙撃班が編成されている。
2017年（平成29年）3月には施設中隊、2019年（平成31年）3月には爆発装置処理隊を編成しており、一般的な普通科連隊とは性質を異にする海外派遣や国内の有事における緊急展開部隊であるが、空挺資格とレンジャー資格の保有者のみで構成された部隊ではない。
陸上総隊の主幹部隊とされており、災害やテロ・ゲリラ攻撃といった緊急事態においては方面隊の増援部隊として迅速に行動・対処し、国際平和協力活動等においては先遣部隊等として活動する部隊である。任務の特性上他の部隊よりも小火器の射撃訓練を重視しており、日本一実弾を使う部隊とも言われていた。
当初は中央即応集団の創設までに「緊急即応連隊」との名称で1,100人規模の部隊として発足する予定であったが、人員の確保に困窮し計画が先送りされた。その後、名称は「中央即応連隊」へと変更され、構成隊員は全国から選抜されると発表された。そして、2008年（平成20年）3月26日に宇都宮駐屯地に新編された。
構成隊員は選抜制ではなく志願制を取っており、平均年齢は31歳。レンジャーや空挺など特殊技能を習得した隊員は全体の三割を占めている。
海外派遣の先遣隊等への主要なフォースプロバイダーとなる事から、軽装甲機動車、96式装輪装甲車、輸送防護車といった装輪装甲車や、防弾仕様に改良した高機動車、3 1/2tトラックなど車両約100両が導入されているほか、宿営地造成に使う施設器材など海外活動用の各種装備品も保有している。
部隊が所在する宇都宮駐屯地は、同じく栃木県宇都宮市に所在する北宇都宮駐屯地（1,700mの滑走路を保有、宇都宮飛行場ともいう。）との距離が近く、C-1やC-130輸送機、あるいは北宇都宮駐屯地に常駐しているヘリコプターの活用も可能である。
この部隊の個人装備の特徴として、全隊員が左肩にL.E.M.サプライ製の上腕ポケットを装着（2009年（平成21年）～）していることや89式小銃のバイポッドを式典時を含めて取り外していること、対人狙撃銃に迷彩塗装を施し使用していること、大半の隊員が9mm拳銃を装備することなどが挙げられる。また、陸上自衛隊で初めて砂漠迷彩の戦闘服を使用した部隊でもある。

## 沿革
- 2006年（平成18年）8月：中央即応連隊準備室が東部方面総監部および第6地対艦ミサイル連隊にそれぞれ設置される。
- 2007年（平成19年）3月：中央即応連隊準備隊が中央即応集団司令部の一部として宇都宮駐屯地に発足。

中央即応連隊

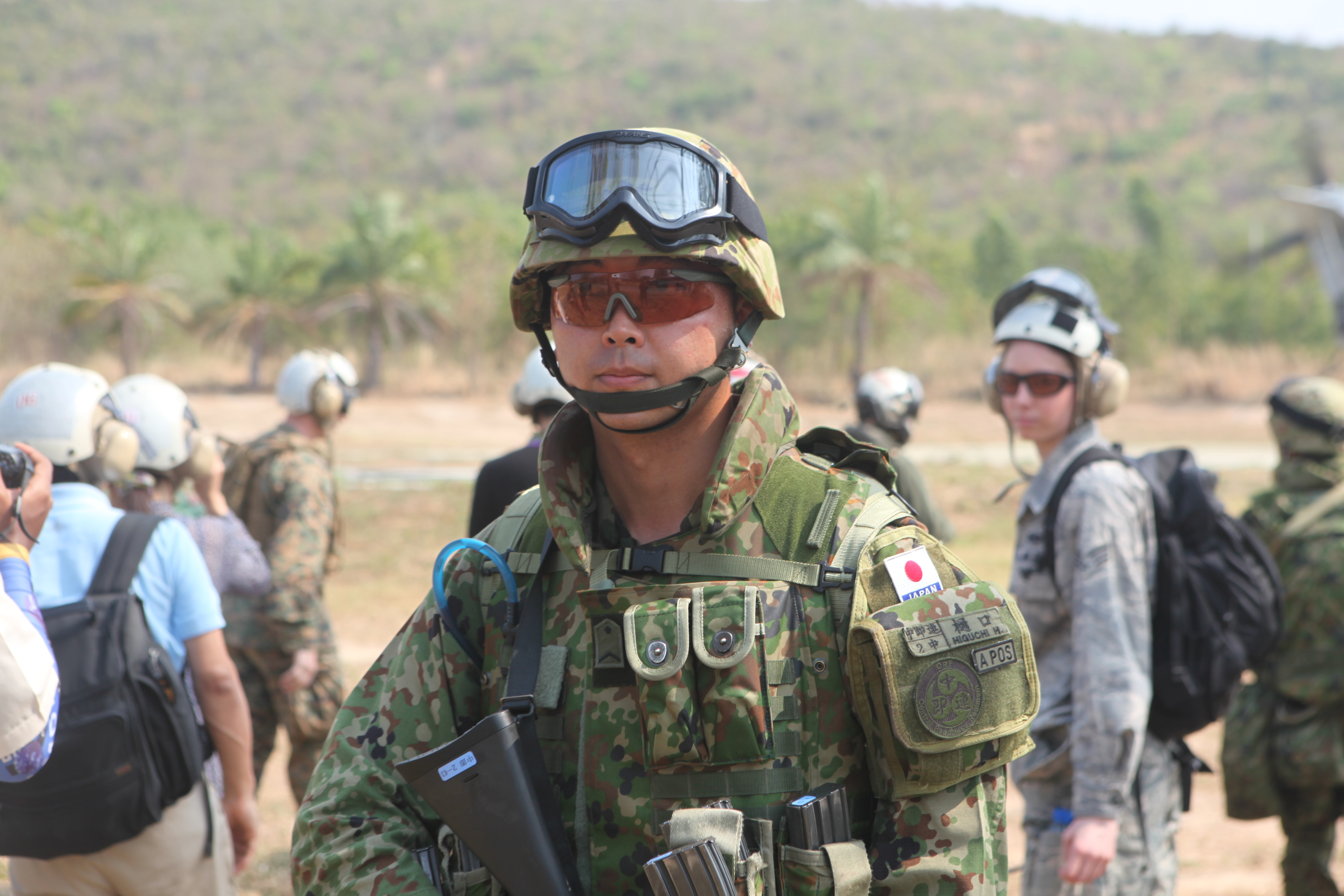
2011年2月12日、タイにおける中即連隊員

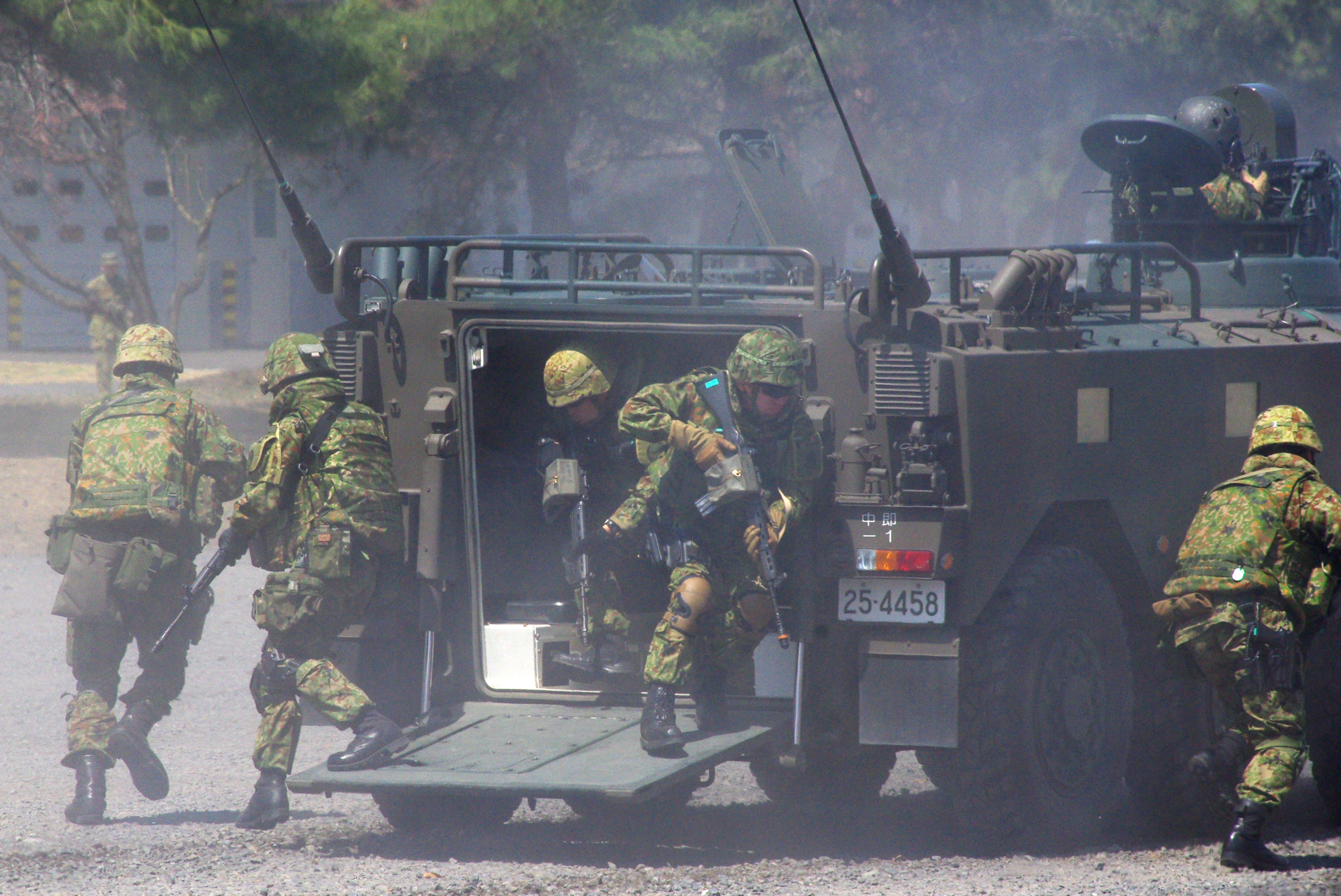
2012年、96式装輪装甲車から下車する中即連隊員

- 2008年（平成20年）3月26日：中央即応連隊が宇都宮駐屯地において編成完結。
- 2009年（平成21年）
  - 5月16日：ソマリア沖海賊の対策部隊派遣のため、海上自衛隊P-3C哨戒機のジブチへの派遣に対応するための部隊警護要員50名の編成完結式を行なう。
  - 5月18日：派遣海賊対処航空隊先遣隊がジブチに派遣される。
  - 5月28日：派遣海賊対処航空隊本隊がジブチに派遣される。
- 2010年（平成22年）2月6日：ハイチ大地震に伴う国際平和協力活動「ハイチ派遣国際救援隊」（前2月5日に閣議決定）の先遣隊として中央即応連隊長以下200名が出国[7]。
- 2011年（平成23年）3月：東北地方太平洋沖地震に伴う災害派遣（作戦名「大和一丸作戦」）のため、日本国内における初の「実任務」に出動した。連隊は、福島第一原子力発電所事故に伴い設定された警戒区域における行方不明者の捜索や、各種の被災者支援を実施した。
- 2012年（平成24年）2月19日：国連南スーダン共和国ミッションに派遣する「南スーダン国際平和協力隊」の施設隊第1次隊の主力として約100人の隊員が南スーダンに出発した[8]。
- 2017年（平成29年）3月27日：施設中隊を新編[注 4]。
- 2018年（平成30年）3月27日：中央即応集団廃止に伴い、陸上総隊隷下に編成替え。
- 2019年（平成31年）3月26日：爆発装置処理隊を新編[9][10]。
- 2021年（令和06年）8月23日：アフガニスタンの政変（カーブル陥落 (2021年) 参照）に伴う在アフガニスタン・イスラム共和国邦人等の輸送（詳細は同記事参照）に、中央即応連隊長を指揮官とする、空輸隊、誘導輸送隊等からなる在アフガニスタン・イスラム共和国邦人等輸送派遣統合任務部隊を派遣[11]。

## 編成
連隊の編成は、旅団隷下の普通科連隊（軽）のそれに準ずるが厳密には異なる（戦闘団#陸上自衛隊のケースも参照）。
- 中央即応連隊本部
- 本部管理中隊「中即-本」[12]
  - 中隊本部
  - 情報小隊
  - 対戦車小隊
  - 重迫撃砲小隊
  - 補給小隊
  - 整備小隊
  - 衛生小隊
- 第1普通科中隊「中即-1」
- 第2普通科中隊「中即-2」
- 第3普通科中隊「中即-3」
- 施設中隊「中即-施」
- 爆発装置処理隊「中即-処」

## 主要幹部
| 官職名         | 階級    | 氏名     | 補職発令日     | 前職                                      |
| -------------- | ------- | -------- | -------------- | ----------------------------------------- |
| 中央即応連隊長 | 1等陸佐 | 後藤仁志 | 2025年03月17日 | 陸上自衛隊教育訓練研究本部 主任訓練評価官 |

| 代 | 氏名     | 在職期間                        | 前職                                      | 後職                                                                       |
| -- | -------- | ------------------------------- | ----------------------------------------- | -------------------------------------------------------------------------- |
| 01 | 山本雅治 | 2008年03月26日 - 2010年07月31日 | 中央即応集団司令部付                      | 陸上自衛隊幹部候補生学校教育部長                                           |
| 02 | 山口和則 | 2010年08月01日 - 2013年03月31日 | 第1師団司令部第3部長                      | 陸上幕僚監部人事部人事計画課 予備自衛官室長                                |
| 03 | 阿部洋一 | 2013年04月01日 - 2015年03月29日 | 第2師団司令部第3部長                      | 陸上自衛隊幹部学校主任教官                                                 |
| 04 | 深草貴信 | 2015年03月30日 - 2017年07月31日 | 統合幕僚監部防衛計画部計画課 業務計画班長 | 中央情報隊本部付 兼 陸上幕僚監部防衛部防衛課勤務 兼 中央即応集団司令部勤務 |
| 05 | 石田広記 | 2017年08月01日 - 2019年03月31日 | 北部方面総監部情報部情報課長              | 陸上総隊司令部情報部副部長                                                 |
| 06 | 岩上隆安 | 2019年04月01日 - 2020年12月21日 | 統合幕僚学校教育課研究室 主任研究官       | 陸上自衛隊教育訓練研究本部 主任研究開発官                                  |
| 07 | 山田憲和 | 2020年12月22日 - 2023年03月12日 | 陸上自衛隊教育訓練研究本部 総合企画官     | 統合幕僚学校勤務                                                           |
| 08 | 堀口大助 | 2023年03月13日 - 2025年03月16日 | 陸上自衛隊教育訓練研究本部 主任訓練評価官 | 第6師団司令部幕僚長                                                        |
| 09 | 後藤仁志 | 2025年03月17日 -                | 陸上自衛隊教育訓練研究本部 主任訓練評価官 |                                                                            |

## 主要装備
- 96式装輪装甲車（B型）
- 軽装甲機動車
- 輸送防護車
- 高機動車
- 1/2tトラック（73式小型トラック）
- 1 1/2tトラック（73式中型トラック）
- 3 1/2tトラック（73式大型トラック）
- 偵察用オートバイ
- 82式指揮通信車
- 中型セミトレーラ
- 1トン半救急車
- 83式地雷敷設装置
- 重レッカ
- 中型ドーザ
- トラッククレーン

- 89式5.56mm小銃
- 20式5.56mm小銃
- 5.56mm機関銃MINIMI
- 対人狙撃銃
- 12.7mm重機関銃M2
- 9mm拳銃
- 84mm無反動砲
- 110mm個人携帯対戦車弾LAM
- 01式軽対戦車誘導弾
- 87式対戦車誘導弾
- 81mm迫撃砲 L16
- 120mm迫撃砲 RT

- 個人用暗視装置 JGVS-V8
- 防弾チョッキ2型
- 防爆スーツ
- 国際平和協力活動用天幕
- 警戒監視塔
- 遠距離監視装置